# Kim Cheol-min
Kim Cheol-min (n. 29 noiembrie 1992, Seul, Coreea de Sud) este un patinator de viteză ce a reprezentat Coreea de Sud, medaliat olimpic. A participat la o ediție a Jocurilor Olimpice (2014) în care a câștigat o medalie de argint.

## Participări
Lista de mai jos prezintă principalele competiții la care a participat Kim Cheol-min de-a lungul carierei.
- speed skating at the 2014 Winter Olympics – men's team pursuit[*]